# Piper gibbiflorum
Piper gibbiflorum är en pepparväxtart som beskrevs av C. Dc.. Piper gibbiflorum ingår i släktet Piper och familjen pepparväxter. Inga underarter finns listade i Catalogue of Life.